# Паданга
Паданга — река в России, протекает в Подосиновском районе Кировской области. Устье реки находится в 149 км по правому берегу реки Юг. Длина реки составляет 14 км.
Исток реки находится на Северных Увалах у урочища Уденица в 2 км к северу от границы с Вологодской областью и в 6 км к юго-востоку от села Утманово. Генеральное направление течения - северо-восток, русло сильно извилистое. Всё течение проходит по ненаселённому холмистому лесу, в нижнем течении протекает несколько покинутых деревень (Гурьево, Панково, Лермонтово). Приток - Рассоха (правый). Впадает в Юг чуть выше деревни Нижнее Причалино.

## Данные водного реестра
По данным государственного водного реестра России и геоинформационной системы водохозяйственного районирования территории РФ, подготовленной Федеральным агентством водных ресурсов:
- Бассейновый округ — Двинско-Печорский
- Речной бассейн — Северная Двина
- Речной подбассейн — Малая Северная Двина
- Водохозяйственный участок — Юг
- Код водного объекта — 03020100212103000011283